# GW Андромеды
GW Андромеды (лат. GW Andromedae) — затменно-переменная звезда в созвездии Андромеды, открытая Лейтеном в октябре 1927 года. В 1971 году Л. Майнунгер определил, что её видимая звёздная величина меняется в пределах от +17,4m до +14,6m. Он же отнёс её к типу Алголя (EA). В 1973 году А. С. Шаров и П. Н. Холопов оценили орбитальный период системы в 2,279354 суток (более современная оценка — 2,2794 сут).
Согласно значению параллакса, система расположена на расстоянии приблизительно 11834 световых лет (около 3628 парсеков) от Солнца. Наиболее яркий компонент — белая звезда спектрального класса A7V с эффективной температурой — около 7590 K.